# Книга великанов
Книга великанов (англ. A Book of Giants) — антология из 13 европейских сказок разных народов о великанах. Книга вышла в 1963 году, сказки были собраны и пересказаны английской писательницей и поэтом Рут Мэннинг-Сандерс.

## Сведения о книге
Антология была не первой в карьере Мэннинг-Сандерс, но первой, после выхода которой Мэннинг-Сандерс стала известной.
Книга была впервые опубликована в Великобритании в 1962 году издательством «Methuen & Co. Ltd» и использовалась в том числе в школах в качестве учебного пособия.
Некоторые сказки из этой книги также включены в «Выбор магии» (издана в 1971) Мэннинг-Сандерс. Ещё ряд сказкок из этой книги были включены в «Народные и волшебные сказки» (издана в 1978) Мэннинг-Сандерс.
В предисловии книги автор рассуждает о давних корнях сказок о великанах. Она написала: «Истории в этой книге очень старые, и они происходят из многих стран. Мы не знаем, кто первым рассказал историю наподобие „Джек и Бобовый стебель“, но эта сказка очень известна в Англии, и раньше его продавали по всей стране в маленьких сшитых брошюрах, которые бродячие разносчики продавали сельским жителям по пенни или два за штуку».
Писательница и составитель антологии добавляет: «Вы заметите, что у великанов, откуда бы они ни появились, есть одна общая черта: все они очень глупы, и способ победить их — использовать свой ум».

## Критика
Издание «Kirkus Reviews» в своей рецензии к изданию написала: «Мисс Мэннинг-Сандерс рассказывает эти старые легенды прямым языком…» и «В своих рисунках Робин Жак чётко передает разницу между большим и маленьким...».
Издание The Observer пишет: «Прекрасные рисунки Робина Жака сразу же притягивают взгляд. Конечно, мифы почти всегда были несправедливы к великанам: тем не менее, мы не могли отделить их от детских преданий, особенно когда, как в некоторых из этих сказок, они просто добрые, глупые ребята, которых легко перехитрить может какой-нибудь шустрый карлик...».

## Содержание
- «Джек и бобовый стебель» (Англия)
- «Великан и карлик» (Грузия)
- Финн Маккул и Кухулин (Ирландия)
- «Снизи Снэтчер и Сэмми Смолл» (Корнуолл)
- «Ганс, рог и волшебный меч» (Ютландия)
- «Джек — убийца великанов[англ.]» (Корнуолл[англ.])
  - «Джек и великан Корморан»
  - «Джек и великан Тантарем»
  - «Джек и валлийский великан»
  - «Джек, сын короля Англии, и великан с тремя головами»
  - «Джек и великан Тандерделль»
  - «Джек, великан Галлигантуа и чародей»
- «Король Джонни» (славянские народы)
- «Коналл Йеллоклоу» (Ирландия и Шотландия)
- «Великан в пещере» (Ирландия и Шотландия)
- «Храбрый портняжка» (Германия[англ.])
- Великан, у которого не было сердца в теле (Скандинавия[англ.])
- «Три золотых волоса короля пещерных великанов» (Германия)
- «Принц Лоаф» (Румыния[англ.])